# Eugene Laverty
Eugene Laverty (ur. 3 lipca 1986 w Toomebridge, Irlandia Północna) – brytyjski motocyklista, brat Michaela i Johna, którzy również zawodowo uczestniczą w wyścigach motocyklowych.

## Statystyki

### Sezony
| Sezon | Klasa  | Motocykl | Wyścigi | Wygrane | Podia | PP | NO | Pkt. | Poz. |
| ----- | ------ | -------- | ------- | ------- | ----- | -- | -- | ---- | ---- |
| 2004  | 125cm³ | Honda    | 1       | 0       | 0     | 0  | 0  | 0    | N/A  |
| 2007  | 250cm³ | Honda    | 17      | 0       | 0     | 0  | 0  | 6    | 25   |
| 2008  | 250cm³ | Aprilia  | 12      | 0       | 0     | 0  | 0  | 8    | 21   |
| 2015  | MotoGP | Honda    | 18      | 0       | 0     | 0  | 0  | 9    | 22   |
| 2016  | MotoGP | Ducati   | 5       | 0       | 0     | 0  | 0  | 33*  | 9*   |
| Razem |        |          | 53      | 0       | 0     | 0  | 0  | 56   |      |

* – sezon w trakcie

### Klasy wyścigowe
| Klasa   | Sezony                 | Pierwszy wyścig           | Pierwsze podium | Pierwsza wygrana | Wyścigi | Zwycięstwa | Podium | PP | Najsz. okr. | Pkt. | MŚ |
| ------- | ---------------------- | ------------------------- | --------------- | ---------------- | ------- | ---------- | ------ | -- | ----------- | ---- | -- |
| 125 cm³ | 2004                   | GP Wielkiej Brytanii 2004 |                 |                  | 1       | 0          | 0      | 0  | 0           | 0    | 0  |
| 250 cm³ | 2007–2008              | GP Kataru 2007            |                 |                  | 29      | 0          | 0      | 0  | 0           | 14   | 0  |
| MotoGP  | 2015–                  | GP Kataru 2015            |                 |                  | 23      | 0          | 0      | 0  | 0           | 42   | 0  |
| Razem   | 2004, 2007–2008, 2015– |                           |                 |                  | 53      | 0          | 0      | 0  | 0           | 56   | 0  |

### Starty
| Rok  | Klasa  | Motocykl | 1      | 2      | 3      | 4      | 5      | 6      | 7      | 8      | 9      | 10     | 11     | 12     | 13      | 14     | 15     | 16     | 17     | 18     | Poz. | Pkt. |
| ---- | ------ | -------- | ------ | ------ | ------ | ------ | ------ | ------ | ------ | ------ | ------ | ------ | ------ | ------ | ------- | ------ | ------ | ------ | ------ | ------ | ---- | ---- |
| 2004 | 125cm³ | Honda    | RSA    | ESP    | FRA    | ITA    | CAT    | NED    | BRA    | GER    | GBR 25 | CZE    | POR    | JPN    | QAT     | MAL    | AUS    | VAL    |        |        | NC   | 0    |
| 2007 | 250cm³ | Honda    | QAT 18 | ESP 14 | TUR 17 | CHN 17 | FRA 15 | ITA 20 | CAT 19 | GBR NU | NED 21 | GER NU | CZE NU | RSM 15 | POR 14  | JPN 19 | AUS 16 | MAL 17 | VAL 21 |        | 25   | 6    |
| 2008 | 250cm³ | Aprilia  | QAT NU | ESP NU | POR 15 | CHN 13 | FRA NU | ITA 13 | CAT NU | GBR NU | NED 16 | GER 15 | CZE 16 | RSM NU | USA DNS | JPN    | AUS    | MAL    | VAL    |        | 21   | 8    |
| 2015 | MotoGP | Honda    | QAT 18 | AME 16 | ARG 17 | ESP 18 | FRA 14 | ITA 15 | CAT 12 | NED NU | GER 17 | IND 19 | CZE NU | GBR 17 | RSM 19  | ARA 14 | JPN 17 | AUS 19 | MAL 19 | VAL NU | 22   | 9    |
| 2016 | MotoGP | Ducati   | QAT 12 | ARG 4  | AME 12 | ESP 9  | FRA 11 | ITA    | CAT    | NED    | GER    | AUT    | CZE    | GBR    | SMR     | ARA    | JPN    | MAL    | AUS    | VAL    | 9*   | 33*  |

* – sezon w trakcie